# Отблизо
„Отблизо“ (на английски: Closer) е романтична драма от 2004 година, режисирана от Майк Никълс базирана на едноименната пиеса на Патрик Марбър.

## В ролите
| Изпълнител     | Роля                      |
| -------------- | ------------------------- |
| Джулия Робъртс | Ана Камерън               |
| Джуд Лоу       | Дан Улф                   |
| Натали Портман | Алис Айрис / Джейн Джоунс |
| Клайв Оуен     | Лари Грей                 |

## Награди и номинации
| Награда                              | Категория                           | Номиниран(и)              | Резултат  |
| ------------------------------------ | ----------------------------------- | ------------------------- | --------- |
| Награди на филмовата академия на САЩ | Най-добра поддържаща мъжка роля     | Клайв Оуен                | номинация |
| Награди на филмовата академия на САЩ | Най-добра поддържаща женска роля    | Натали Портман            | номинация |
| Златен глобус                        | Най-добър драматичен филм           | Най-добър драматичен филм | номинация |
| Златен глобус                        | Най-добър режисьор                  | Майк Никълс               | номинация |
| Златен глобус                        | Най-добър сценарий                  | Патрик Марбър             | номинация |
| Златен глобус                        | Най-добър поддържащ актьор          | Клайв Оуен                | награда   |
| Златен глобус                        | Най-добра поддържаща актриса        | Натали Портман            | награда   |
| Награда на БАФТА                     | Най-добър адаптиран сценарий        | Патрик Марбър             | номинация |
| Награда на БАФТА                     | Най-добър актьор в поддържаща роля  | Клайв Оуен                | награда   |
| Награда на БАФТА                     | Най-добра актриса в поддържаща роля | Натали Портман            | номинация |